# Indigofera sokotrana
Indigofera sokotrana es una especie botánica de leguminosa en la subfamilia de las the Faboideae. Es exclusiva de Socotra. Su hábitat natural son bosques subtropical o tropical.

## Hábitat y ecología
Se encuentra a una altitud de 500-1,350 metros. A diferencia de otras especies en la isla en el hábitat,  es la única especie que crece como un árbol en lugar de como una hierba  o arbusto y es la única especie restringida a la vegetación submontana relativamente húmeda a altitudes de las más altas en las montañas Haggeher. Es probable que I. socotrana tiene una historia evolutiva diferente a la de la mayoría de otros indigofereae socotranos: éstas irradiaban en respuesta al avance de las condiciones áridas de todo el noroeste de África (Schrire 1995) durante el Mioceno. Es una de las pocas especies arborescentes de Indigofera. Se dispersa relativamente poco en las áreas submontana y bosque montano. 

## Taxonomía
Indigofera sokotrana fue descrita por Friedrich Karl Max Vierhapper y publicado en Oesterreichische Botanische Zeitschrift 54: 32. 1904.